# Михаљ Кишпетер
Михаљ Кишпетер (мађ. Kispéter Mihály) је био мађарски дефанзивни фудбалер, репрезентативац и фудбалски тренер.

## Каријера
Фудбал је почео да игра у свом родном граду, у тиму Мораварош ТЕ. Године 1939. придружио се тиму Солнок МАВ. Био је члан тима који је освојио Куп Мађарске 1941. и освојио треће место у сезони 1941/42. Године 1941. дебитовао је и у репрезентацији, што је тада било једно од највећих признања за играча рођеног изван главног града. После Другог светског рата играо је у Дебрецину, па 1947. са 28 година прелази у Ференцварош. Био је члан шампионског тима у сезони 1948/49. Након што је Ференц Рудаш био тешко повређен, препоручен је за капитена тима. У сезони 1952, када је тим био у тешкој ситуацији, близу испадања, преузео је више од своје снаге како на терену тако и ван њега. Играо је сјајно током целе сезоне. Судбина тима одлучена је у последњој утакмици против Шалготарјана на стадиону Улеи ут. Кишпетер није чувао једног или двоје људи, већ читав низ нападача. Ференцварош је победио са 1 : 0.
Иако је већи део каријере играо у дресу Кинижија, после почетних успеха у зелено-белим, добио је опцију да тако заврши каријеру. Своју последњу лигашку утакмицу за Кинижи је одиграо 21. априла 1956. (1-2 против Хонведа на Непстадиону), али је током Фрадијеве чувене турнеје по Аустралији, сада поново у зелено-белом, могао да одигра још девет мечева. Последњи, у граду Њукаслу, 4. августа 1957. против репрезентације Хонг Конга. У Ференцварошу је наступио на укупно 291 утакмици (215 лигашких, 54 интернационалне, 22 домаће такмичарске утакмице) и постигао 9 голова (7 лигашких, 2 остала).

## Репрезентација
Између 1941. и 1953. године, он се појавио у репрезентацији 11 пута. Одржао је врхунску форму током многих година, али је после успешног дебија био игнорисан. Иако је јавност инсистирала на његовом укључивању у тим, он се никада није пожалио. Скромно је изјавио да је други играч који је заузео његово место био бољи. Био је свестан тога, као и сви остали, а његова једина "грешка" била је што је играо на Улеи уту и одбијао да га напусти (Ференцварош, тада је Мађарска репрезентација наступала већином са играчима Хонведа). С обзиром на његове способности, изузетан просек и поузданост, заслужио је да буде у репрезентацији много више пута. Међутим, овај пропуст није утицао на његову вољу. Његов најзапаженији наступ за репрезентацију био је 4. октобра 1953. године на утакмици против Бугарске, која је завршена резултатом 1-1.

## Тренер
Након пензионисања, постао је тренер Ганц-Мавага од 1957. године, а затим је од 1963. радио као главни тренер Хонведа. 19. јануара 1966. преминуо је од срчаног удара док је играо фудбал на тренинг кампу у Тати. У његово сећање, једна од стаза у Регенерационом центру ФТЦ-а названа је стаза Михаља Кишпетера.

## Достигнућа

### Играч
- Прва лига Мађарске у фудбалу
  - шампион: 1948/49
  - 2.: 1949/50
  - 3.: 1941–42, 1947–48, 1955.
- Куп Мађарске у фудбалу
  - победник: 1941, 1958
- Најбољи играч лиге: 1948/49.
- Заслужни спортиста Мађарске Народне Републике (1954)

### Тренер
- Прва лига Мађарске у фудбалу
  - 2.: 1963. јесен, 1964.
- Куп Мађарске у фудбалу
  - победник: 1964.